# Partido Comunista de la India (Marxista-Leninista) Guerra Popular
En 1971 la represión del gobierno de Indira Gandhi sobre los comunistas radicales, combinada con las contradicciones internas, liquidó el movimiento armado, pero quedaron algunos focos, entre los que se encontraba el Andhra Pradesh State Comittee of the Indian Communist Party-Marxist Leninist.
El 22 de abril de 1980 el AP State Comittee del COC, CPI-ML se convirtió en el Partido Comunista de la India (Marxista-Leninista) Guerra Popular, más conocido por sus siglas inglesas de CPI-ML-Peoples War. Poco después se establecieron las primeras bases guerrilleras en Telangana. Las actividades militares cesaron en 1985 para volverse selectivas; no obstante, se abrieron dos nuevos campos militares en 1987 y 1989. En 1990 se produjo una cierta apertura del gobierno hacia el movimiento campesino y las actividades militares disminuyeron, pero a los pocos meses se reinició la represión y con ella la actividad militar. En 1992 se acentuó la represión y el CPI-ML-Peoples War, que era un partido legal, fue prohibido junto con varias organizaciones campesinas y de masas. El acoso social fue fuerte, pero desde 1994 la guerrilla consolidó sus posiciones y estableció cambios sociales en las zonas liberadas en Dandakaranya y North Telangana, y ha desarrollado su actividad para extenderse a las zonas oriental y meridional de Telangana, y al distrito boscoso de Nallamala. El nivel de actividad militar es limitado. La guerrilla se esconde en inaccesibles zonas boscosas y lanza ataques contra puestos de policía, capturando armas; y en las aldeas promueve cambios sociales para abolición del sistema de castas, reparto de la tierra y liberación de la mujer.
La bandera del Partido Comunista de la India (Marxista-Leninista) Guerra Popular, es roja con una hoz y martillo blanco en el centro, similar a la de otros partidos comunistas de la India.